# Оґродзона (Ленчицький повіт)
Оґродзона (пол. Ogrodzona) — село в Польщі, у гміні Дашина Ленчицького повіту Лодзинського воєводства.
У 1975—1998 роках село належало до Плоцького воєводства.